# Stopkova plzeňská pivnice
Stopkova plzeňská pivnice je pivnice v Brně, nacházející se v České ulici v historickém centru města, poblíž náměstí Svobody.

## Historie
V roce 1870 zde vznikla hospoda U Jonáků, kterou roku 1910 převzal hostinský Jaroslav Stopka, jeden z nejproslulejších brněnských českých restauratérů první poloviny 20. století. Pod jeho vedením se podnik dočkal největší slávy a byl jedním z center českých studentů, intelektuálů a měšťanů. Již od začátku čepoval plzeňské pivo. Objekt byl po roce 1989 vrácen rodině Stopků, která ho v roce 2009 prodala. Od roku 2011 provozuje Stopkovu pivnici skupina Kolkovna Restaurants.
Budova č. 5, ve které je pivnice umístěna, je chráněna jako kulturní památka České republiky. Tento dům U zlatého koníčka, jak byla budova dříve označena, má gotické a renesanční základy a byl původně jednopatrový. Druhé patro vzniklo během barokní přestavby, další úpravy byly klasicistní. Při vzniku hostince ve druhé polovině 19. století byla budova pro tyto účely adaptována, další rozsáhlé úpravy byly provedeny v roce 1919, kdy dům dostal secesní sgrafitové průčelí od Ládi Nováka (mj. autora výzdoby pražské hospody U Fleků), na přelomu 60. a 70. let 20. století a po roce 1989, kdy bylo dostavěno třetí patro kryté mansardovou střechou. Poté, co Stopkova rodina dům odprodala, proběhla v letech 2010–2011 celková rekonstrukce domu, při které se architekti pokusili zachovat atmosféru lokálu a mansardovou střechu z 90. let 20. století nahradili předsazeným skleněným obkladem.